# Marta Jandová
Marta Jandová (nascida em 13 de abril de 1974) é uma cantora e atriz tcheca, mais conhecida por ser a vocalista da banda de rock alternativo alemão Die Happy e também por ter participado e colaborado em outras bandas. Irá representar a República Tcheca no Festival Eurovisão da Canção 2015, juntamente com Václav Noid Bárta, com a canção "Hope Never Dies".